# Cham (Oberpfalz)

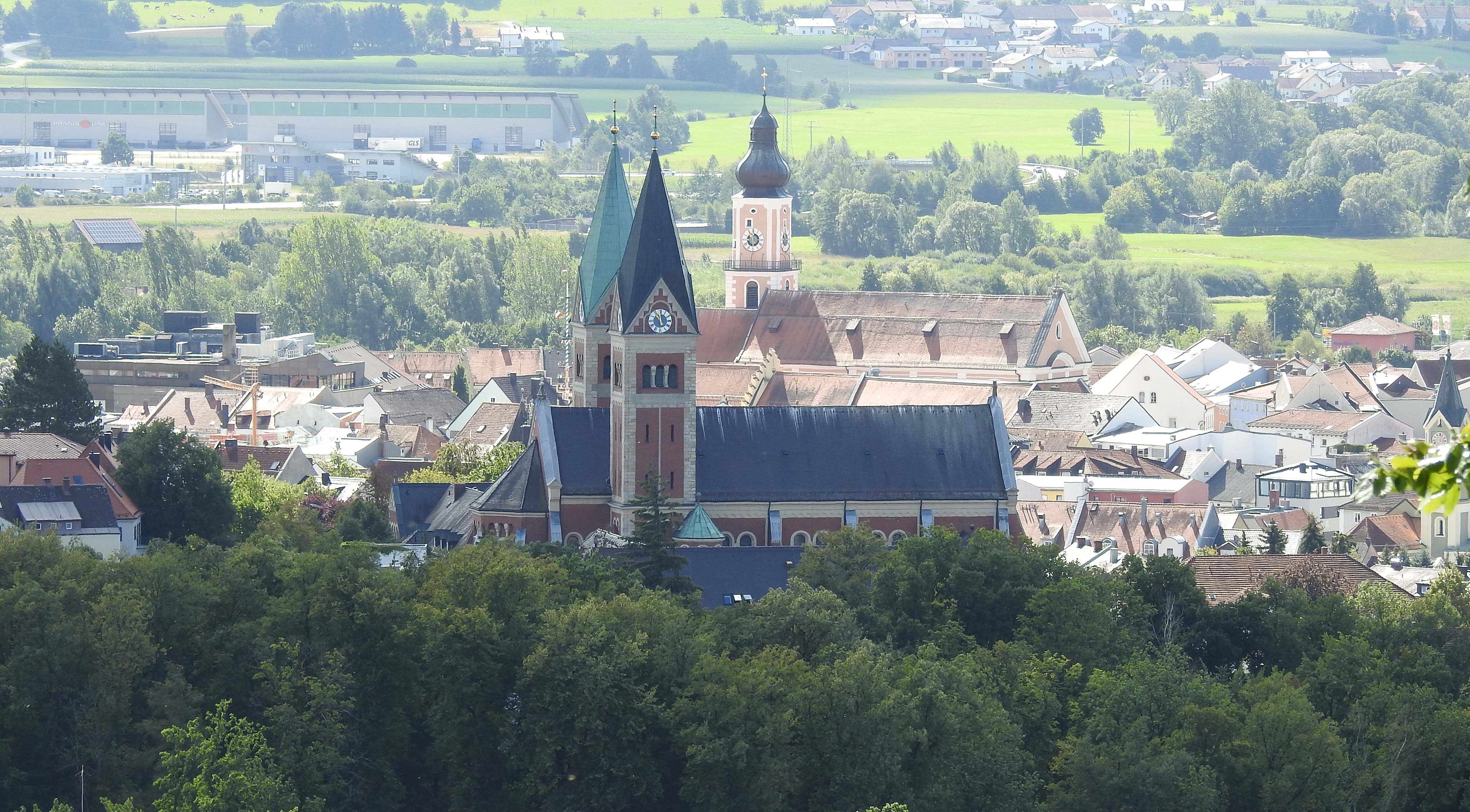
Klosterkirche Maria Hilf und Stadtpfarrkirche St. Jakob in Cham

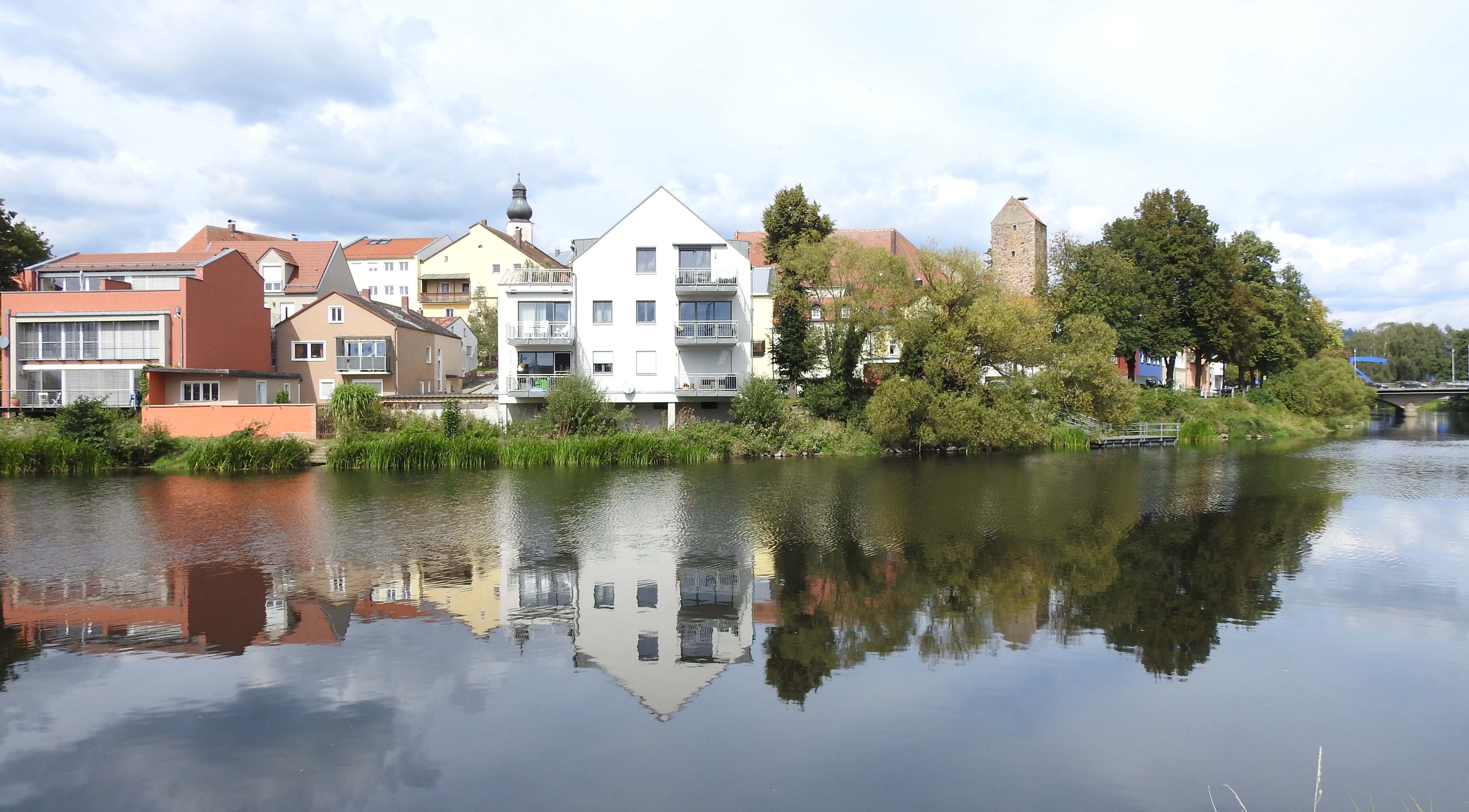
Cham – die Stadt am „Regenbogen“

Cham [kaːm] ist Kreisstadt des gleichnamigen Landkreises im Regierungsbezirk Oberpfalz in Ostbayern.
Die Stadt ist zentraler Wirtschaftsstandort der Region Oberer Bayerischer Wald mit der Funktion eines Oberzentrums in Bayern.

## Geografie

### Geografische Lage
Cham liegt etwa 60 km nordöstlich von Regensburg am Fluss Regen, einem linken Nebenfluss der Donau, in der Cham-Further Senke, einem langgestreckten Taleinschnitt, der die quer dazu verlaufenden Mittelgebirgszüge des Oberpfälzer Waldes im Nordosten vom Bayerischen Wald bzw. dem Künischen Gebirge im Südosten teilt. Etwa 20 km nordöstlich des Hauptortes verläuft die tschechische Grenze, und etwa 90 km nordöstlich liegt Pilsen. Cham wird deshalb auch als „Tor zum Bayerischen Wald und zum Böhmerwald“ bezeichnet. Weil der Regen die Chamer Altstadt in einem weiten Bogen umschließt, gibt es für Cham in der Touristik auch die Bezeichnung „Stadt am Regenbogen“.

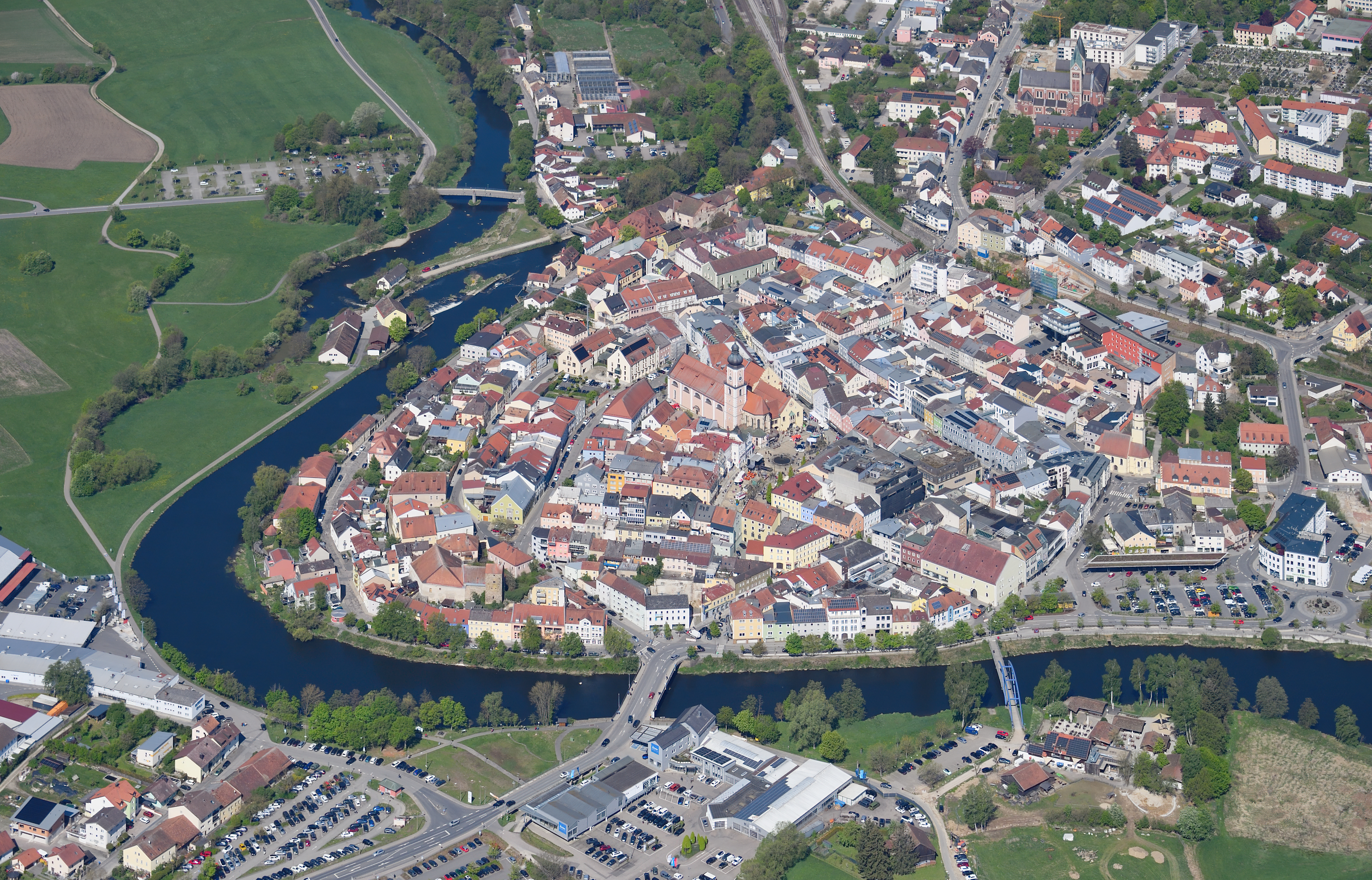
Die Altstadt von Cham aus der Luft gesehen
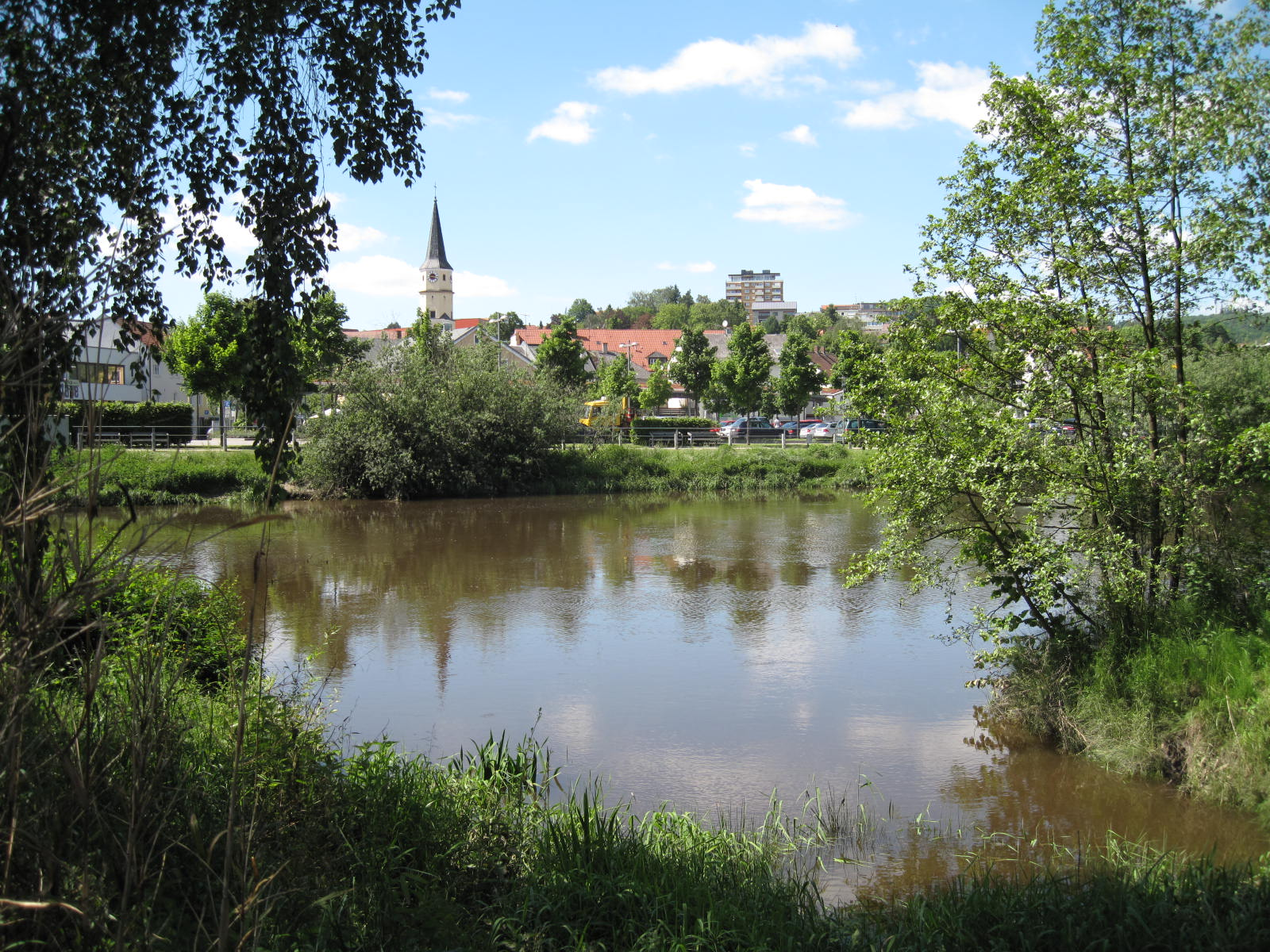
Der Regen bei Cham
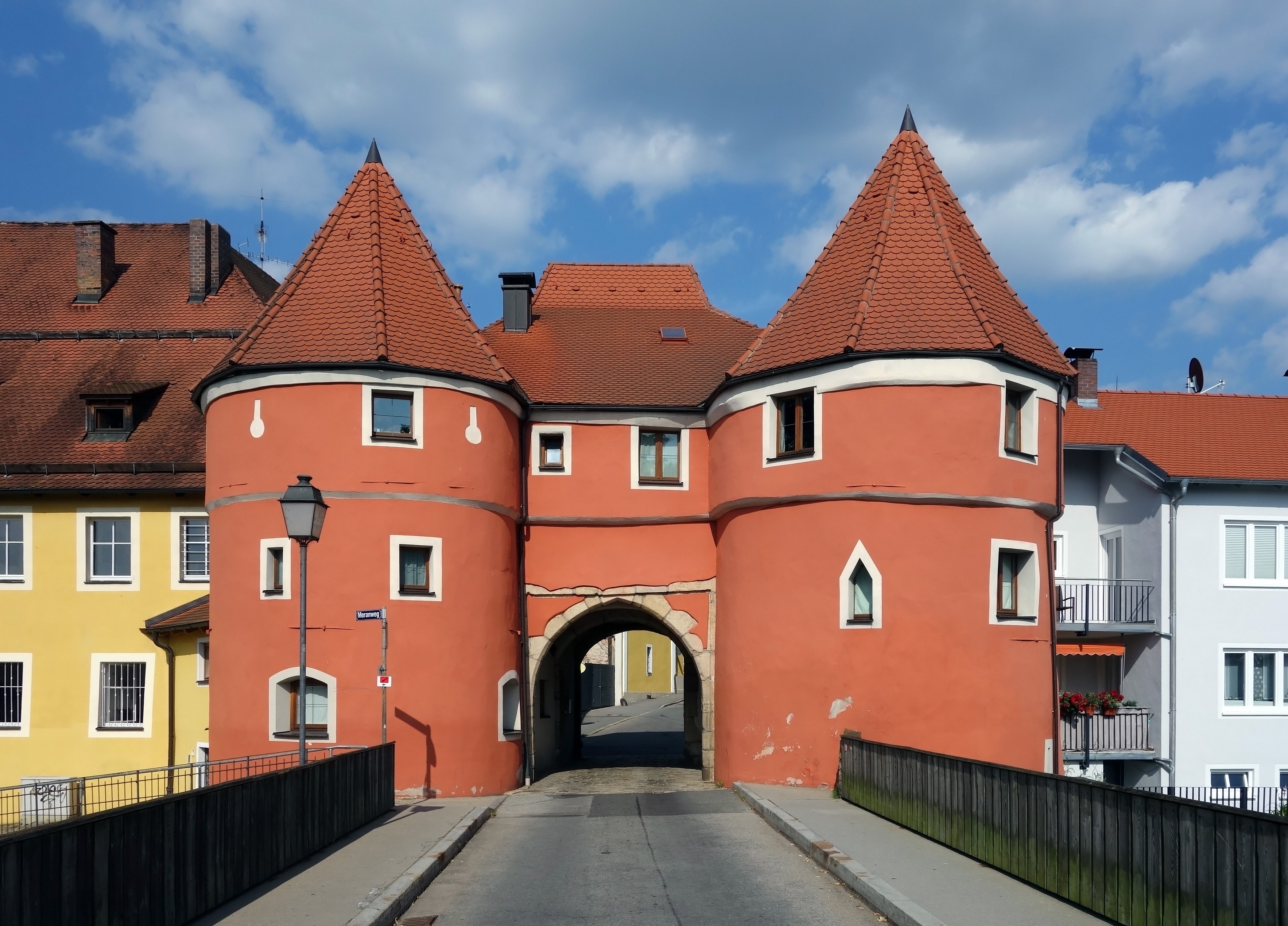
Biertor
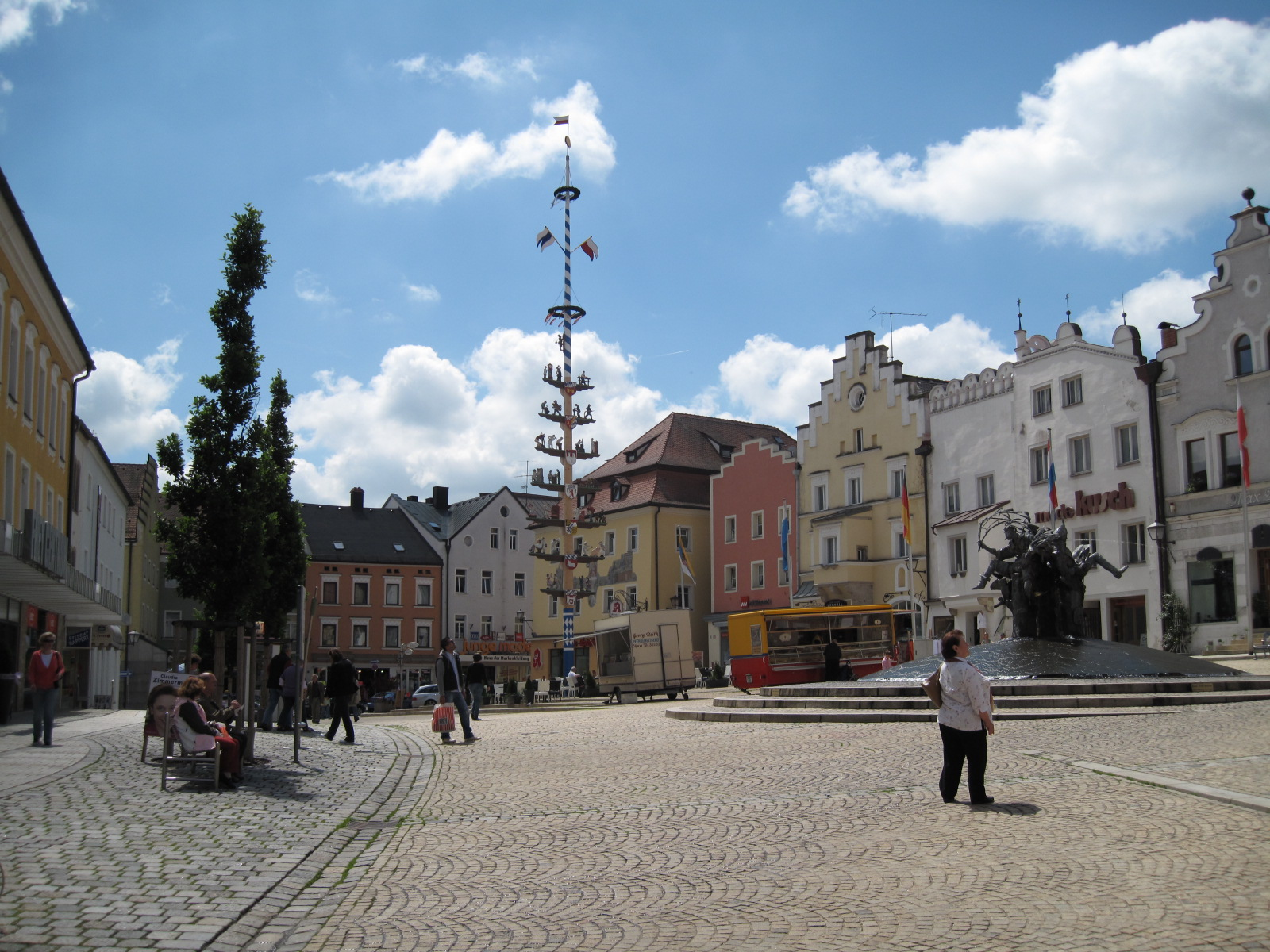
Marktplatz
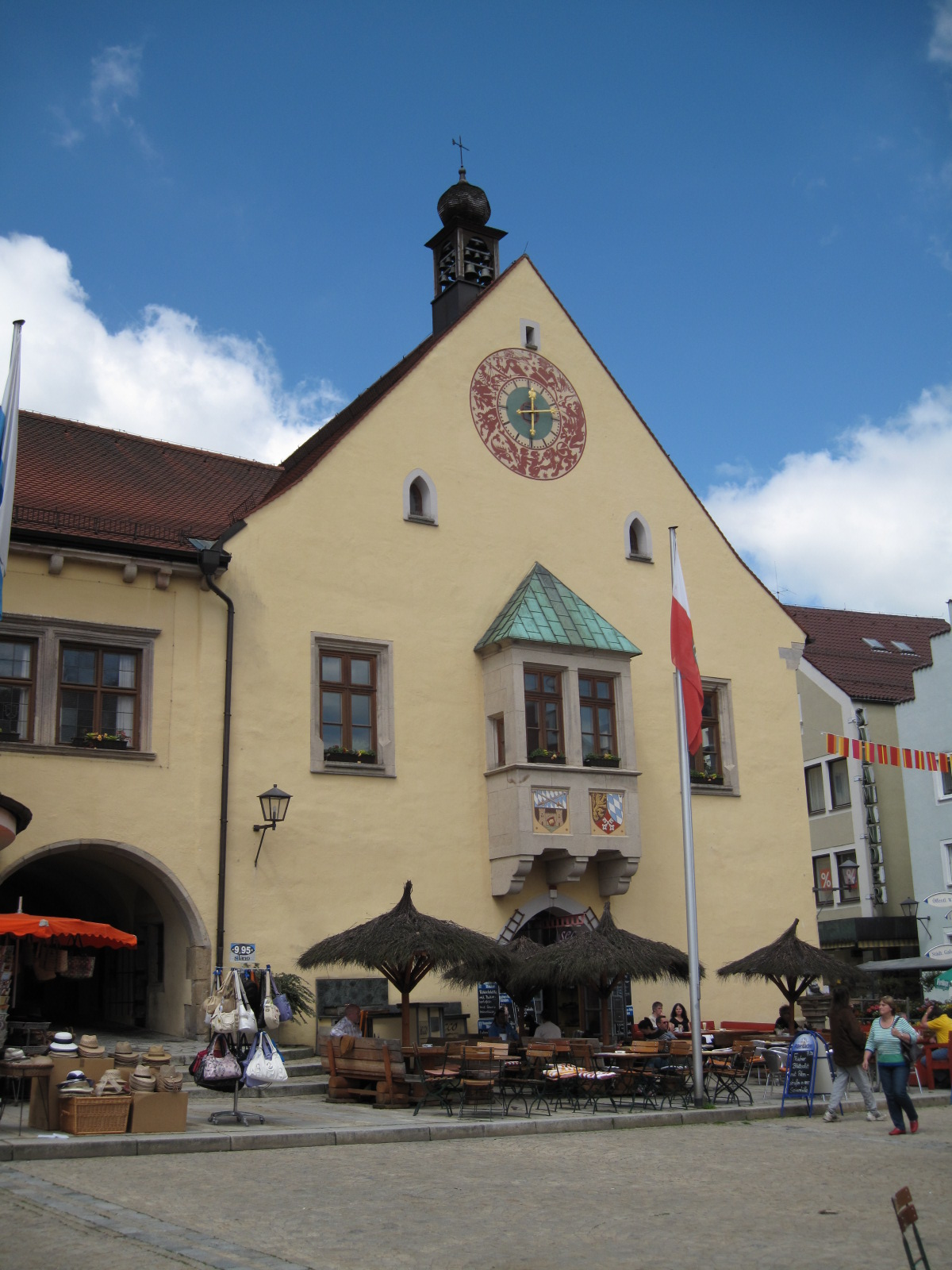
Rathaus am Marktplatz
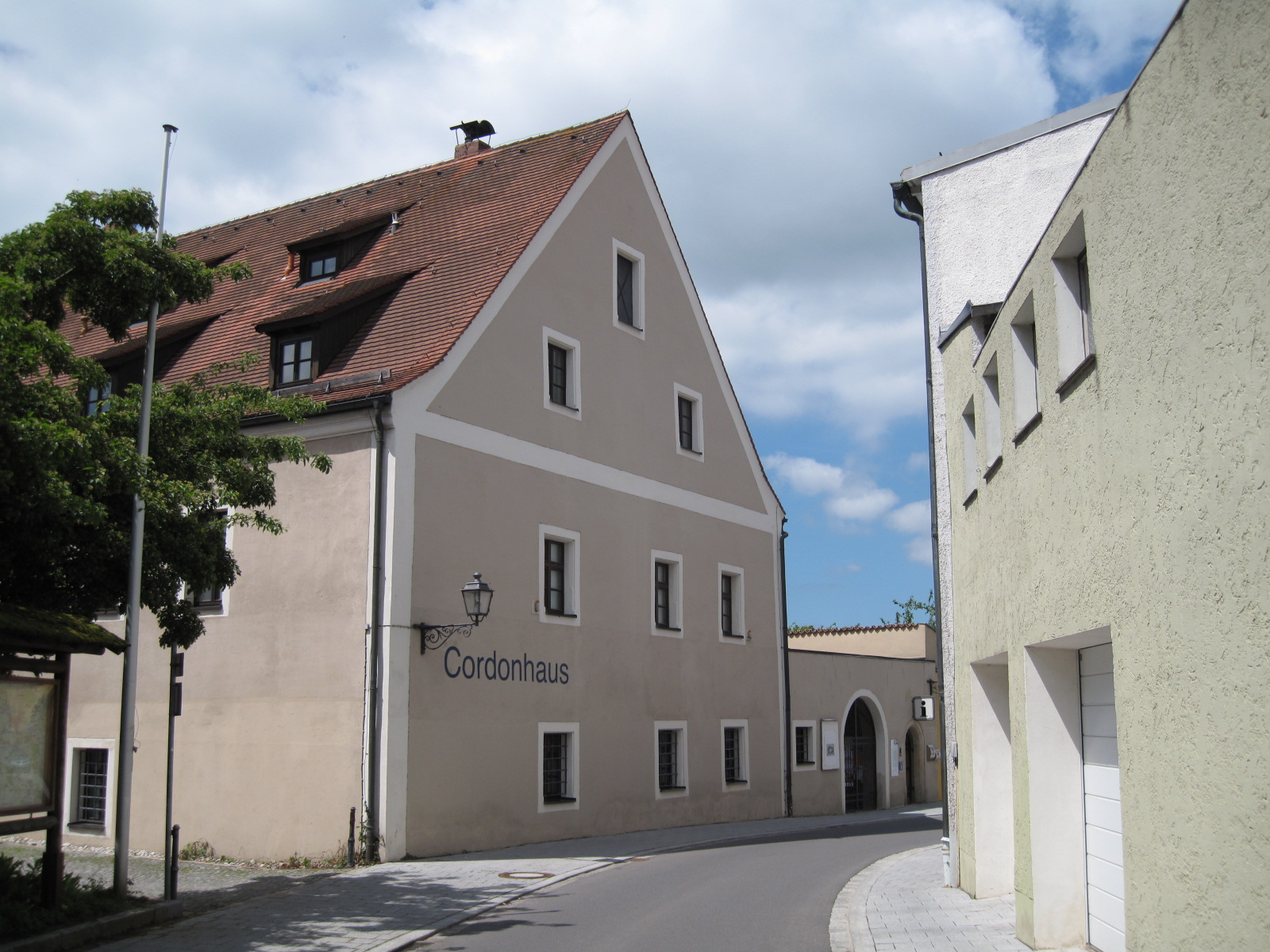
Cordonhaus, jetzt Touristen-Information

### Nachbargemeinden
Die Stadt Cham grenzt im Norden an die Gemeinden Waffenbrunn und Willmering, im Nordosten an Weiding und im Osten an Runding sowie Chamerau. Im Südosten liegt die Gemeinde Zandt, im Süden Traitsching, im Südwesten Schorndorf, im Westen die Stadt Roding und im Nordwesten die zur Verwaltungsgemeinschaft Stamsried gehörende Gemeinde Pösing sowie die Gemeinde Pemfling.
| Pösing 8 km     | Pemf- Waffen- Willme- ling brunn ring 6 km 4 km 3 km | Weiding 8 km               |
| Roding 11 km    | Kompassrose, die auf Nachbargemeinden zeigt          | Runding 7 km Chamerau 6 km |
| Schorndorf 8 km | Traitsching 7 km                                     | Zandt 8 km                 |

### Gemeindegliederung
Cham hat 53 Gemeindeteile (in Klammern ist der Siedlungstyp angegeben):
- Altenmarkt (Dorf)
- Altenstadt (Stadtteil)
- Ammerlingshof (Einöde)
- Brückl (Dorf)
- Brunn (Dorf)
- Cham (Hauptort)
- Chameregg (Dorf)
- Chammünster (Pfarrdorf)
- Eichberg (Dorf)
- Ellersdorf (Weiler)
- Gredlmühle (Einöde)
- Gutmaning (Dorf)
- Haderstadl (Kirchdorf)
- Haidhäuser (Dorf)
- Haidmühle (Einöde)
- Hanzing (Weiler)
- Hilm (Dorf)
- Hof (Dorf)
- Höfen (Dorf)
- Janahof (Dorf)
- Kammerdorf (Dorf)
- Katzbach (Dorf)
- Katzberg (Kirchdorf)
- Kothmaißling (Dorf)
- Kühberg (Einöde)
- Laichstätt (Dorf)
- Lamberg (Einöde)
- Loch (Weiler)
- Loibling (Dorf)
- Michelsdorf (Dorf)
- Neumühle (Einöde)
- Nunsting (Stadtteil)
- Oberhaid (Dorf)
- Ponholzmühle (Dorf)
- Quadfeldmühle (Weiler)
- Ried am Pfahl (Dorf)
- Ried am Sand (Weiler)
- Rissing (Dorf)
- Schachendorf (Dorf)
- Scharlau (Dorf)
- Schlammering (Dorf)
- Schlondorf (Dorf)
- Schönferchen (Kirchdorf)
- Selling (Weiler)
- Siechen (Stadtteil)
- Stadl (Dorf)
- Tasching (Dorf)
- Thierlstein (Weiler)
- Untertraubenbach (Pfarrdorf)
- Vilzing (Pfarrdorf)
- Wackerling (Dorf)
- Windischbergerdorf (Pfarrdorf)
- Wulfing (Dorf)

Auf dem Stadtgebiet existieren die 14 Gemarkungen Altenmarkt, Cham, Chameregg, Chammünster, Gutmaning, Haderstadl, Hof, Katzberg, Loibling, Rhanwalting, Schachendorf, Thierlstein, Vilzing und Windischbergerdorf. Nur jeweils der Gemarkungsteil 0 der Gemarkungen Haderstadl und Rhanwalting liegt auf dem Gebiet der Stadt Cham.

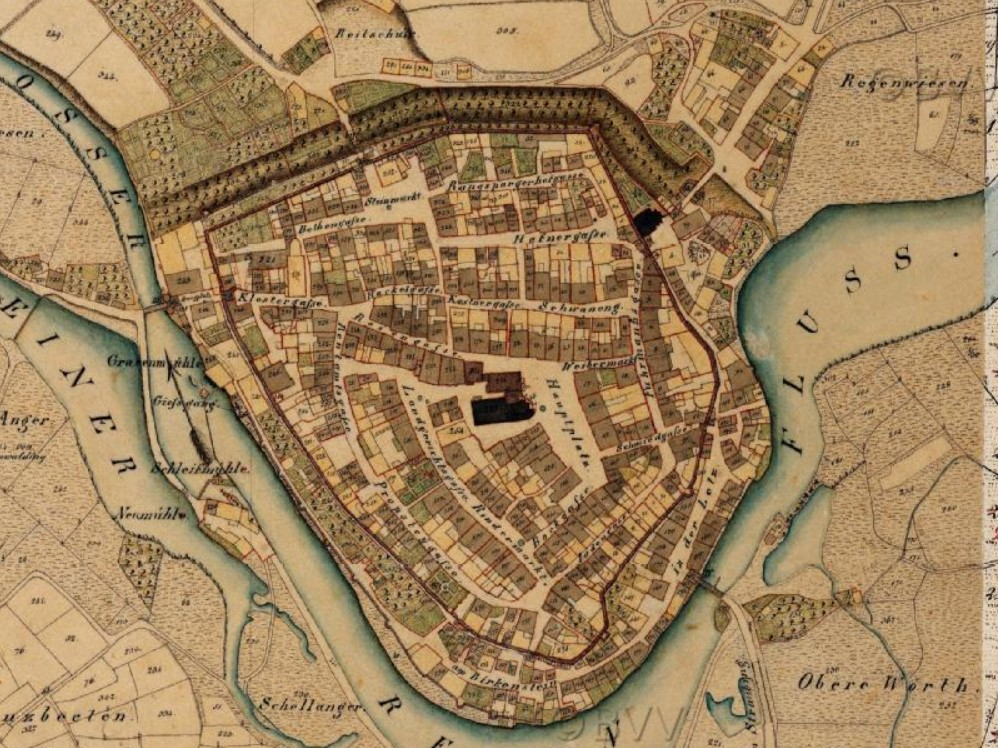
Cham 1831

## Geschichte

### Namensherkunft
Der Burg- und Stadtname Cham bzw. Camma ist keltischen Ursprungs und bedeutet „an der Kurve“ oder „Krümmung“ (vgl. irisch cam ‚gebogen, verbogen; unaufrichtig; falsch‘, schottisch-gälisch cam ‚gebogen, verbogen; schief, krumm; einäugig‘, Manx cam ‚gebogen, verbogen, verdreht; missgestaltet; hinterlistig; schief, krumm‘ < altirisch camm ‚gebogen, verbogen, gewunden, verdreht‘ < urkeltisch *kambos). Von dem keltischen Wort leitet sich auch der tschechische Name der Stadt, Kouba, ab. In der Nähe des Chamer Stadtteils Altenstadt mündet das windungsreiche Flüsschen Chamb in den Regen. Deshalb ist es vermutlich der keltische Namensgeber für die spätere Königsburg Camma und die erste Siedlung „am Regenbogen“. Später wurde der Name Cham volksetymologisch zu „Kamm“ gestellt (althochdeutsch kamb(o), mittelhochdeutsch kamp), weshalb das Wappen der Stadt auch einen Kamm enthält. 1125 und 1240 fand der Name Kambe, 1270 der Name Chambe und 1800 der Name Kamm Verwendung.

### Mittelalter
Die spätere Mark Camma war zur Zeit der Agilolfinger (6. bis 8. Jahrhundert) Herzogsland. Sie wurde im Jahr 788 Königsland und war damit an den römisch-deutschen Wahlkönig oder Kaiser gebunden. Im Jahr 748 gründeten Benediktinermönche aus dem Regensburger Kloster Sankt Emmeram in Chammünster, einem heutigen Stadtteil von Cham, eine Cella (klösterliche Niederlassung). Sie wurde als sogenannte Urpfarrei (mit dem späteren Marienmünster) zu einem Ausgangspunkt der Besiedelung und Christianisierung des Oberen Bayerischen Waldes sowie des mittleren Böhmerwaldes. Während der Regierungszeit der Liudolfinger (Ottonen) wurde um 976 mit der auf Königsland erbauten Burg Camma und weiteren befestigten Burgen eine Grenzsicherungsorganisation errichtet, in welcher sich mit anderen Orten auch die spätere Stadt Cham (Camma) entwickelte.
Zu der im 10. Jahrhundert geschaffenen, 1055 erstmals genannten Mark Camma (Böhmische Mark) mit der Burg Camma (Cham) besaßen die Diepoldinger-Rapotonen, Burggrafen des Nordgaus und Markgrafen von Cham und Vohburg, wohl seit 1056 auch Ländereien an der Donau zwischen Wien und Preßburg, die Herrschaft Petronell und die Herrschaft Rohrau nahe der Grenze zum Königreich Ungarn. Diese hatte Pfalzgraf Rapoto V. von Bayern von Kaiserin Agnes erhalten. Erbe Rapotos war sein Vetter Diepold III., der neben der Mark Cham und der Herrschaft Vohburg an der Donau Ländereien im Chiemgau und in Schwaben besaß und seine Herrschaft durch Landesausbau im Egerland erweiterte. Er war ab 1147 Schwiegervater des späteren Kaisers Friedrich Barbarossa.
1204 nach dem Erlöschen ihrer Manneslinie fiel die Markgrafschaft Camma an das Haus Wittelsbach. 1255 gelangte die Mark Camma bei der Teilung Bayerns an Niederbayern, bei dem es bis auf die Jahre 1708–1714 verblieb.
Der Ort Cham wurde im Jahr 976 als Civitas Camma erstmals als Stadt erwähnt. Sie lag damals auf dem Höhenzug bei dem Dorf Altenstadt und war der Reichsburg Camma, die den Handelsweg nach Böhmen sicherte, untertänig.
Die damaligen Anführer sollen in einer Burg  auf dem Galgenberg, die Gefolgsleute zwischen Altenstadt und Chammünster gelebt haben.

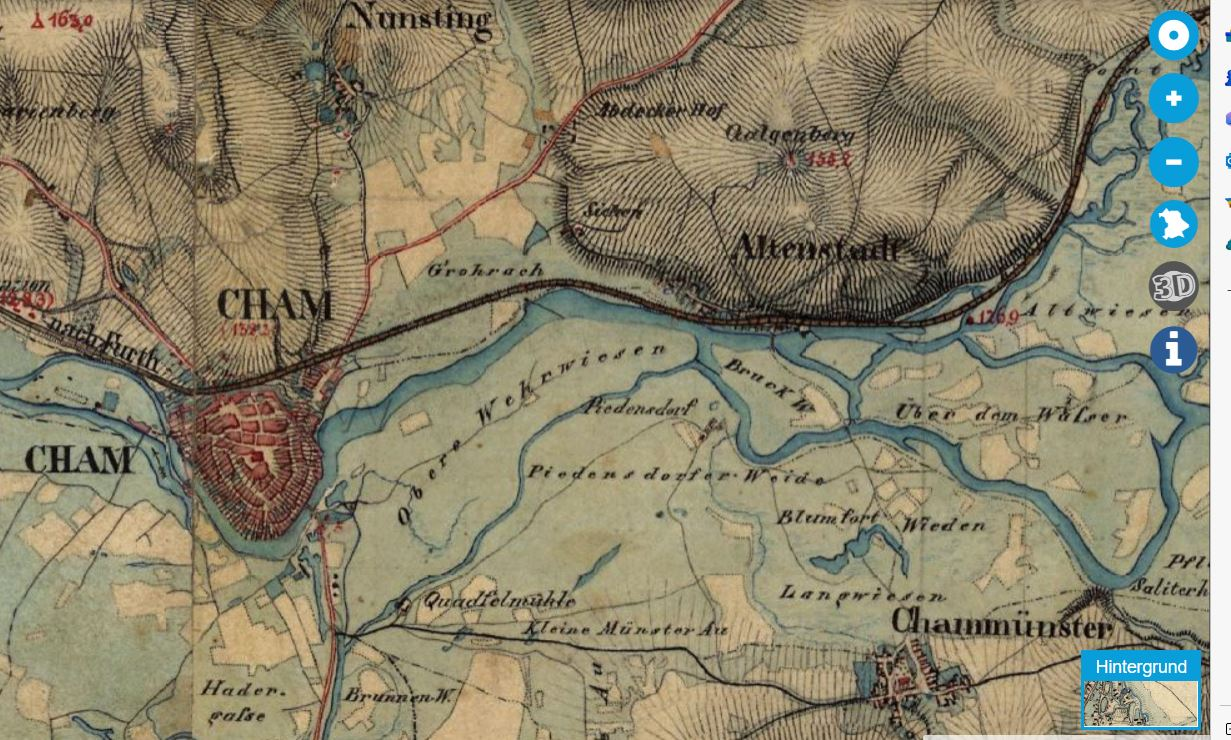
Cham Altenstadt, Bayernatlas 1831

Um das Jahr 1000 erhielt Cham eine eigene Münzstätte, welche den sogenannten Chamer Denar prägte.
Im 12. bzw. 13. Jahrhundert wurde die Stadt an ihren heutigen Standort verlegt. Die erste Nachricht über eine christliche Kirche stammt aus dem Jahr 1210, als Herzog Ludwig der Kelheimer aus dem Hause Wittelsbach eine ecclesia in novo foro chambe, eine Kirche auf dem neuen Markt Cham, dem Deutschen Orden in Regensburg schenkte.
Während der Hussitenkriege im 15. Jahrhundert durchlebten die Chamer Bürger harte Zeiten. 1429 belagerten eine Heeresgruppe der Hussiten, die 1420 die Stadt Prachatitz (Prachatice) in Südböhmen (Jihočeský kraj) erobert und grausam gegen die Bevölkerung gewütet hatten, von Goldenkron (Zlatá Koruna) kommend, wo sie 1429 das Kloster Goldenkron (Kloster Zlatá Koruna) niedergebrannt hatten, die Stadt. Bei Satzdorf, vor den Toren Chams, gelang einem Ritterheer des Deutschen Ordens am 29. September 1429 ein Sieg über die Hussiten. Heinrich Notthafft von Wernberg der Reiche, auf Burg Runding bei Cham, trug erheblich zu diesem Sieg bei. Auch die Chamer Bürger griffen hierbei zu den Waffen, sie verfolgten die Hussiten bis nach Böhmen und kamen mit reicher Beute zurück. Eine weitere Niederlage der Hussiten in der nahen Schlacht bei Hiltersried am 21. September 1433 hinderte deren Vordringen nach Regensburg und Niederbayern.
1489 gründeten Adelige im Bayerischen Wald den Löwlerbund, eine Adelsgesellschaft des 15. Jahrhunderts, die gegen den bayerischen Herzog Albrecht IV. (Bayern) und dessen Ansprüche hinsichtlich finanzieller Leistungen für seine kriegerischen Auseinandersetzungen, gerichtet war. Dieser Bund tagte in einem Gebäude am Marktplatz der Stadt Cham, dem späteren Gasthof Zur Krone.

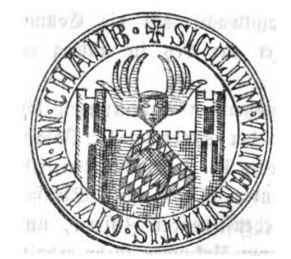
Wappen der Stadt Cham 1285, Lukas, Geschichte der Stadt Cham, 1862

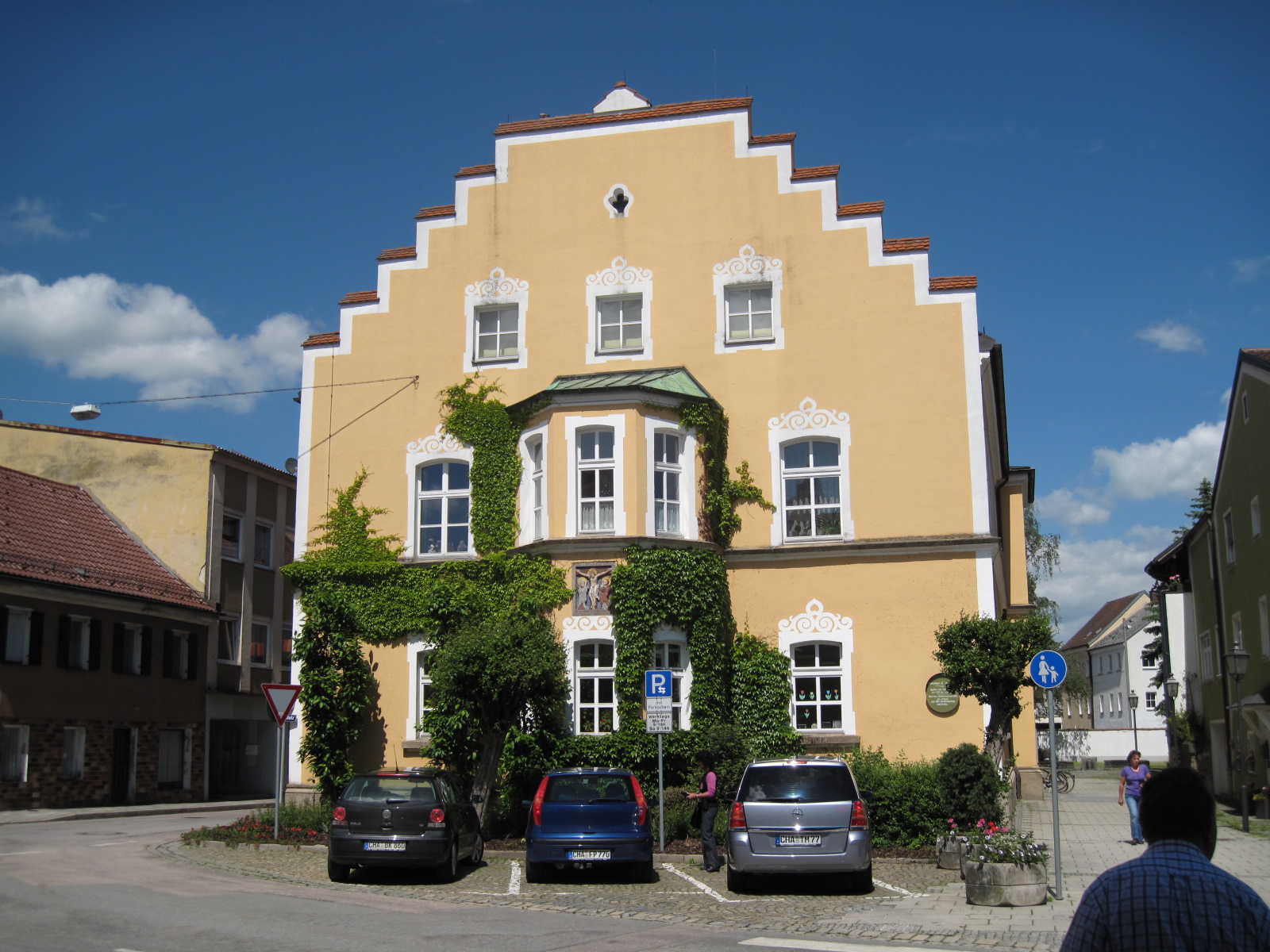
Bürgerspital von 1300, neu erbaut 1878
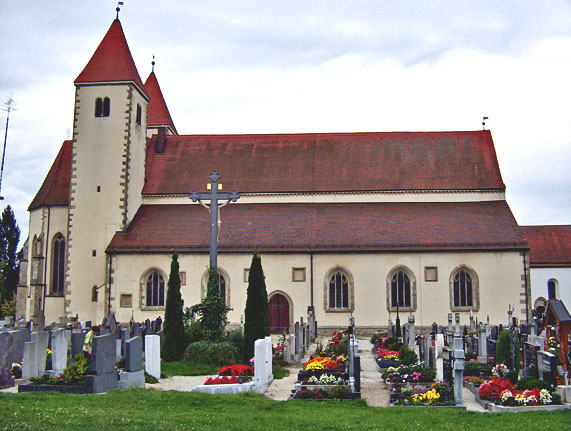
Die heutige Pfarrkirche Mariä Himmelfahrt in Chammünster

### Neuzeit

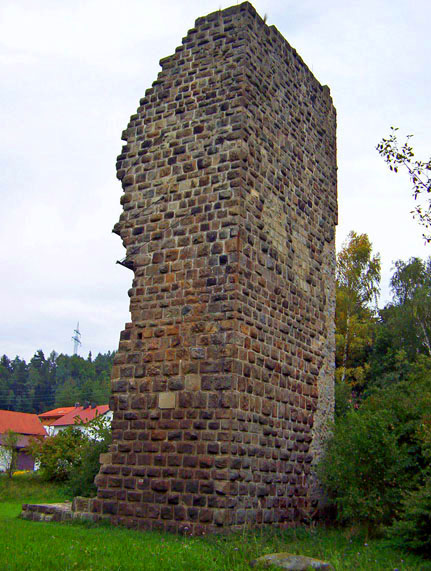
Ödenturm der Burgruine Chameregg

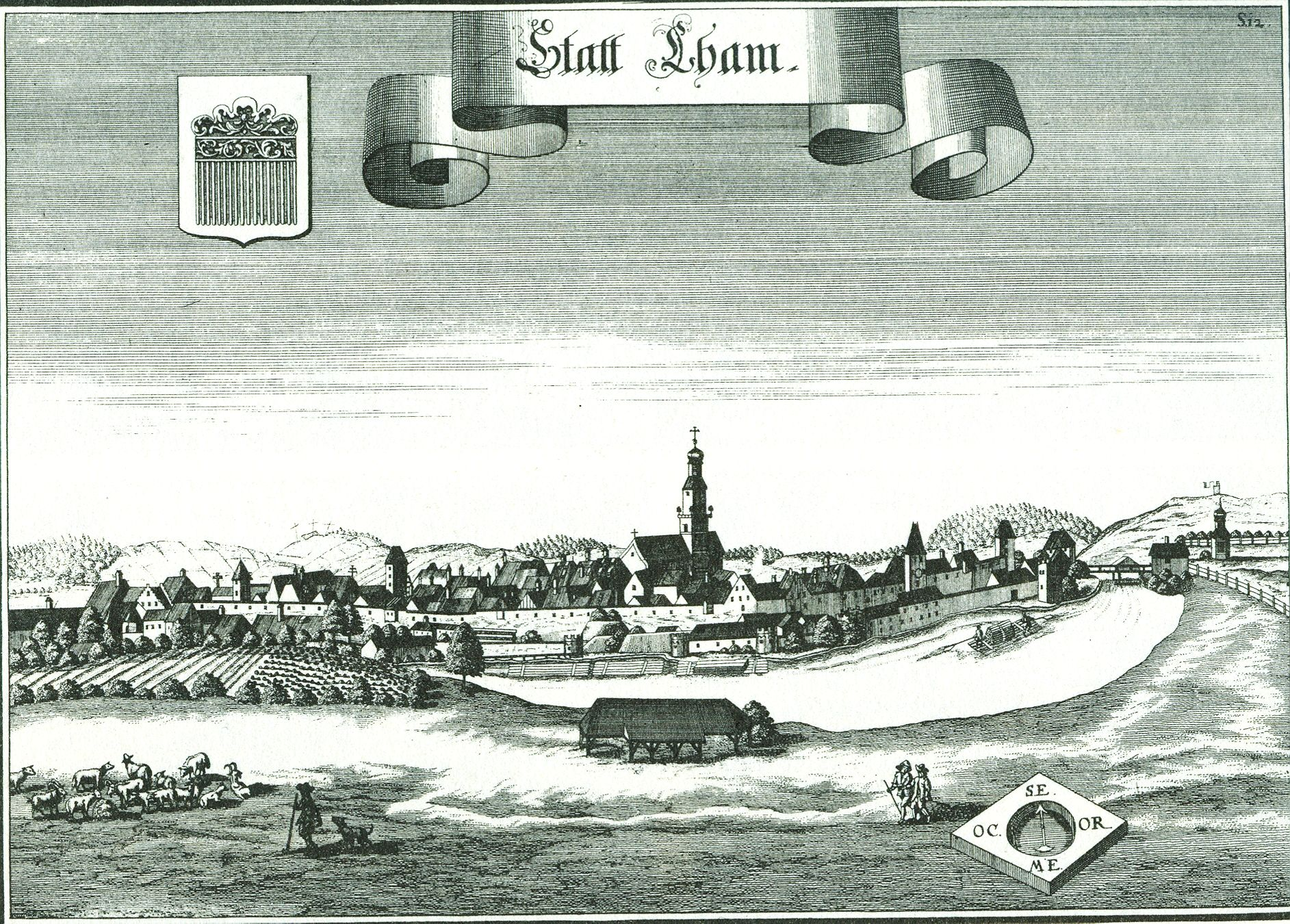
Stadt Cham nach einem Stich von Michael Wening von 1721

In den Jahren 1555 bis etwa 1628 war Cham nach dem Augsburger Reichs- und Religionsfrieden, dem sich Ottheinrich von der Pfalz aus dem Hause Wittelsbach angeschlossen hatte, evangelisch-lutherisch und wurde nach drei Generationen während der Rekatholisierung in Bayern wieder römisch-katholisch.
Während des Dreißigjährigen Kriegs (1618–1648) wurde „die kleine Festung Cham“ an der Heeresstraße von Böhmen nach Süddeutschland fünfmal von wechselnden Söldnerheeren und deren Kommandeuren besetzt, zu Zahlungen und Einquartierungen gezwungen.
Während der Bayerischen Diversion im Spanischen Erbfolgekrieg unter Kurfürst Max II. Emanuel kam auch die Stadt Cham nach dessen gescheiterten Rangerhöhungsplänen im Jahre 1703 an den römisch-deutschen Kaiser Joseph I. (1678–1711). Dieser belehnte Kurfürst Johann Wilhelm mit der Oberpfalz und auch der Grafschaft Cham, bis das neuerworbene Gebiet nach dem Friedensschluss 1715 wieder an Bayern fiel.
1742 eroberten die Panduren während des Österreichischen Erbfolgekriegs (1740–1748) unter Franz Freiherr von der Trenck die Stadt, die sie neun Tage lang plünderten und schließlich am 9. September 1742 in Brand setzten, ehe sie weiterzogen. Der Stadtkern mit seinen historischen Bauwerken wurde wieder aufgebaut.
Die Grafschaft Cham wurde am 8. November 1804 mit der ‚oberen Pfalz‘ vereinigt.
Cham erhielt im Zuge der Industrialisierung im Jahr 1861 einen Eisenbahnanschluss. Es folgte eine Phase relativen Wohlstands, da Cham zu den wichtigsten süddeutschen Holzumschlagplätzen gehörte. Hier wurde das auf dem Regen aus dem Bayerischen Wald getriftete Holz auf die Bahn verladen. Mit der Eröffnung der Bahnlinie von Deggendorf nach Bayerisch Eisenstein im Künischen Gebirge im Jahr 1877 ging die Bedeutung der Stadt Cham als Holzumschlageplatz zurück.
Im Jahr 1933 wurden noch 66 jüdische Einwohner gezählt (1,3 % von 5.039), die infolge des Judenboykotts und der zunehmenden Repressalien in den folgenden Jahren teilweise auswanderten beziehungsweise in andere Orte verzogen. Zu gewaltsamen Aktionen gegen jüdische Geschäfte kam es ab Dezember 1936 (Schuhgeschäft Eisfeld). Die Anzahl jüdischer Einwohner in Cham sank von 24 im Oktober 1938 auf 20 am 1. Januar 1939. Infolge der Novemberpogrome 1938 verließen weitere jüdische Einwohner die Stadt. Bis zum 1. Januar 1940 verblieben in Cham noch sechs, 1942 vor Beginn der Deportationen noch zwei jüdische Personen.
Gegen Ende des Zweiten Weltkriegs wurden in der Nacht vom 17. auf den 18. April 1945 bei einem Luftangriff 63 Menschen getötet und 46 verletzt, als 90 Lancaster und 11 Mosquito der No. 5 Bomber Group der Royal Air Force die Bahnanlagen von Cham angriffen. Bereits am 1. März waren bei einem Tieffliegerangriff auf einen in Altenschwand haltenden Zug mit Flüchtlingen aus dem Protektorat Böhmen und Mähren, dem Sudetengau und Ostdeutschland 28 Menschen getötet und über 70 verletzt worden. Am 23. April 1945 wurde Cham von der 11. US-Panzerdivision eingenommen. Im Ortsteil Janahof wurde ein Kriegsgefangenenlager für 20.000 Menschen eingerichtet. Von Regensburg kommend, besetzten Ende April 1945 US-amerikanische Truppen die Stadt Cham, das Regental und Böhmen bis zur Linie Karlsbad, Pilsen und Budweis. Im Oktober 1945 übergaben sie das von ihnen in breiter Front besetzte Gebiet in West- und Südböhmen sowjetischen Truppenverbänden. Durch zahlreiche Heimatvertriebene aus Schlesien und dem Sudetenland, die in Cham ansässig wurden, erhöhte sich die Einwohnerzahl der Stadt nach Kriegsende von 5.860 auf über 10.000. Der Ortsteil Michelsdorf wurde in der Nachkriegszeit vor allem von belarussischen Emigranten besiedelt.
Im Grenzgebiet zu Niederbayern und der Oberpfalz bestanden bis zur Revolution von 1989 die Grenzbefestigungen der ČSSR im Kalten Krieg mit Visumzwang und strengsten Kontrollen durch die Tschechoslowakische Sozialistische Republik.
Am 25. Mai 2009 erhielten die Stadt und der Landkreis Cham den von der Bundesregierung verliehenen Titel „Ort der Vielfalt“ und baute neue Erwerbsquellen durch mittelständische Betriebe und Förderung der Touristik aus.

### Eingemeindungen
1946 wurde ein Teil der damals aufgelösten Gemeinde Katzberg in die Stadt Cham eingegliedert. Im Rahmen der Gebietsreform in Bayern wurden zum 1. Januar 1972 die bis dahin selbstständigen Gemeinden Altenmarkt, Loibling mit dem übrigen Teil der ehemaligen Gemeinde Katzberg, Thierlstein sowie Teile der Gemeinden Penting und Rhanwalting in die Stadt Cham eingemeindet. Am 1. Mai 1978 kamen die Gemeinden Chammünster (mit den 1946 eingemeindeten Gemeinden Chameregg, Gutmaning und Hof sowie den 1972 eingemeindeten Schachendorf, Vilzing und Haderstadl) und Windischbergerdorf sowie Gebietsteile von Willmering hinzu.

### Einwohnerentwicklung
Cham wuchs zwischen 1988 und 2018 von 16.641 auf 16.907 um 266 Einwohner bzw. um ca. 1,6 %. 2002 hatte die Stadt einen Höchststand von 17.366 Einwohnern erreicht. Am 30. September 2019 zählte Cham 16.990 Einwohner.

## Religionsgemeinschaften

### Christentum

#### Katholische Kirche

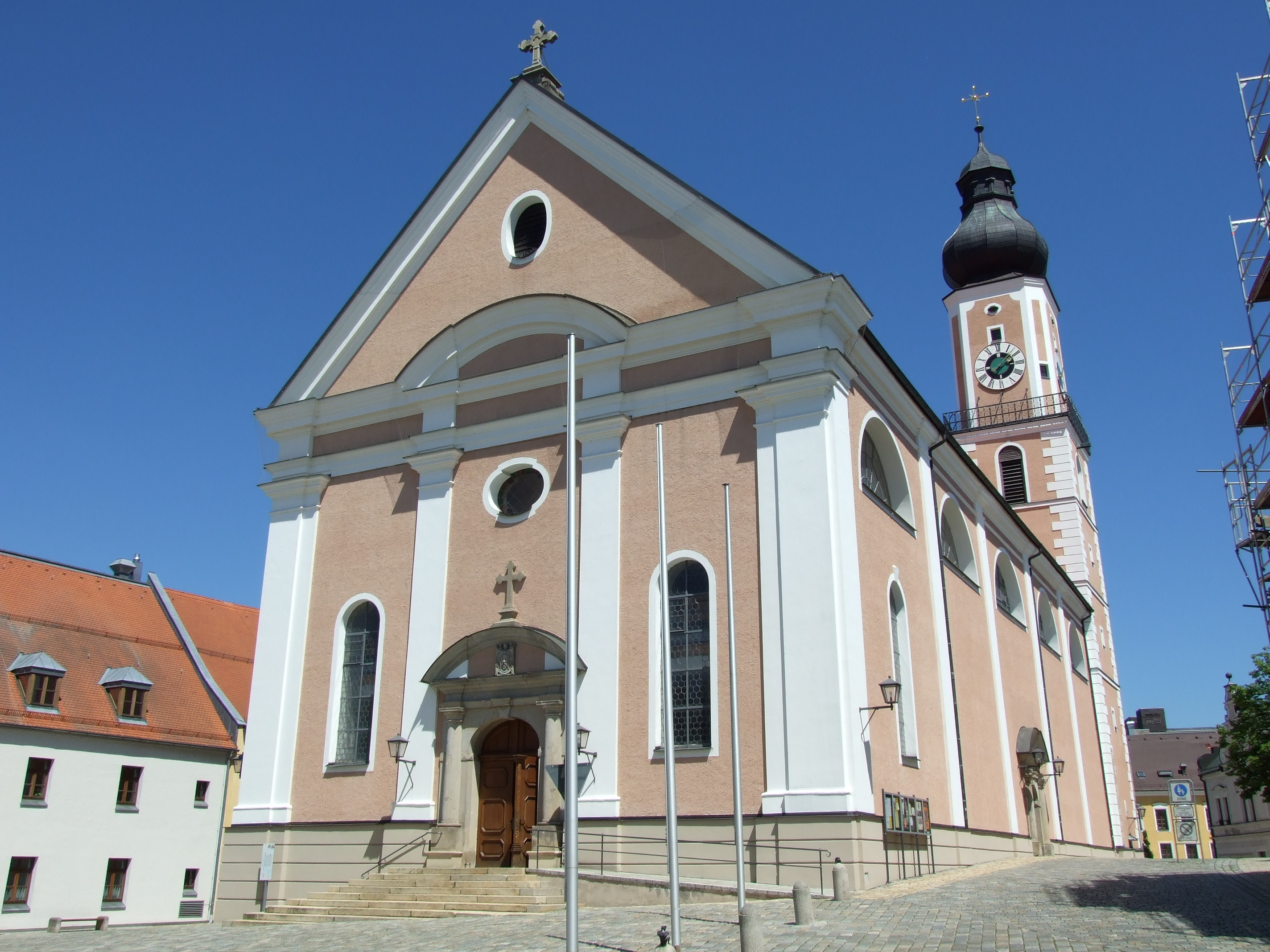
Stadtpfarrkirche St. Jakob
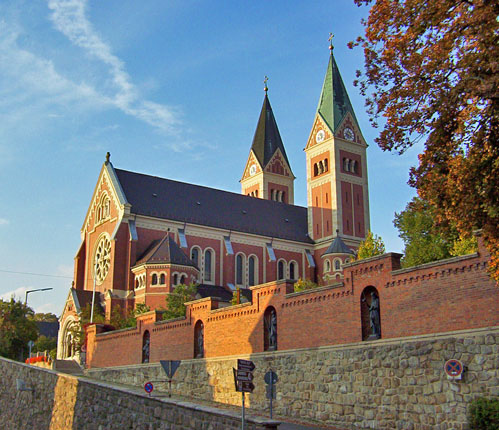
Klosterkirche Maria Hilf

In Cham gibt es sieben katholische Pfarreien bzw. Seelsorgeeinheiten, die dem Dekanat Cham im Bistum Regensburg zugeordnet sind:
In der Kernstadt von Cham bestehen die beiden Pfarreien St. Jakob (Cham-Mitte und Cham-Ost) mit der Expositur St. Laurentius im Stadtteil Vilzing und St. Josef (Cham-West) mit der Filialgemeinde Katzberg sowie die vom Redemptoristenkloster Cham betreute katholische Krankenhausseelsorge. Daneben gibt es die Pfarreien Mariä Himmelfahrt in Chammünster, St. Martin in Untertraubenbach und St. Michael in Windischbergerdorf. Die Pfarreien St. Josef in Cham-West und St. Martin im Stadtteil Untertraubenbach bilden zusammen eine Seelsorgeeinheit.
Das Redemptoristenkloster Cham bildet mit seinem Exerzitienhaus ein wichtiges geistliches Zentrum der Stadt und umfasst mit der Klosterkirche Maria Hilf zudem eine eigene Klostergemeinde.

#### Evangelische Kirche und andere christliche Gemeinschaften
Außerdem bestehen in Cham eine Evangelisch-Lutherische Kirchengemeinde (Dekanatsbezirk Cham), eine Baptistengemeinde, die dem Bund Evangelischer Freikirchlicher Gemeinden in Deutschland zugeordnet ist, sowie eine Gemeinde der Neuapostolischen Kirche (Kirchenbezirk Nürnberg-Ost).

### Andere Glaubensgemeinschaften
Im Hauptort existiert auch eine islamische Kultusgemeinde. Zudem gibt es eine buddhistische Glaubensgemeinschaft und Anhänger des Falun Gong. Im Stadtteil Michelsdorf befindet sich der Königreichssaal der Zeugen Jehovas.

## Politik und Verwaltung

### Stadtrat
Der Stadtrat Cham besteht aus 24 Mitgliedern. Seine Zusammensetzung ist neben den politischen Parteien traditionell stark geprägt durch zahlreiche Wählergemeinschaften bzw. Stadtteillisten. Die Kommunalwahlen seit 2008 hatten folgende Ergebnisse:
| Parteien und Wählergemeinschaften                       | 2020   | 2020   | 2014   | 2014   | 2008   | 2008   |
| Parteien und Wählergemeinschaften                       | %      | Sitze  | %      | Sitze  | %      | Sitze  |
| ------------------------------------------------------- | ------ | ------ | ------ | ------ | ------ | ------ |
| Christlich-Soziale Union in Bayern (CSU)                | 18,2   | 4      | 18,9   | 5      | 20,7   | 5      |
| Sozialdemokratische Partei Deutschlands (SPD)           | 8,2    | 2      | 7,3    | 2      | 6,7    | 1      |
| Bündnis 90/Die Grünen (GRÜNE)                           | 5,4    | 1      | 3,8    | 1      | 3,8    | 1      |
| Freie Wähler (FW)                                       | 14,2   | 4      | 16,1   | 4      | 16,2   | 4      |
| Christliche Wählergemeinschaft Chammünster (CWC)        | 8,5    | 2      | 9,4    | 2      | 9,8    | 3      |
| Christliche Wählergemeinschaft Windischbergerdorf (CWW) | 8,0    | 2      | 9,3    | 2      | 8,3    | 2      |
| Wählergemeinschaft Altenmarkt/Michelsdorf (WAM)         | 6,2    | 2      | 6,1    | 1      | 7,0    | 2      |
| Gemeindewohl Loibling-Katzbach/Cham-West (GLK)          | 8,1    | 2      | 6,7    | 2      | 7,0    | 2      |
| Wählergemeinschaft Vilzing/Schachendorf (WVS)           | 5,4    | 1      | 6,0    | 2      | 6,2    | 1      |
| Katzberger Liste (KL)                                   | 4,1    | 1      | 5,3    | 1      | 5,3    | 1      |
| Wählergemeinschaft Thierlstein (WT)                     | 5,9    | 1      | 5,5    | 1      | 4,9    | 1      |
| Janahofer Liste (JL)                                    | 4,1    | 1      | 3,9    | 1      | 4,0    | 1      |
| Ökologisch-Demokratische Partei (ÖDP)                   | 2,2    | 1      | 1,8    | 0      | –      | –      |
| Die Linke                                               | 1,4    | –      | –      | –      | –      | –      |
| Gesamt                                                  | 100    | 24     | 100    | 24     | 100    | 24     |
| Wahlbeteiligung                                         | 59,2 % | 59,2 % | 57,8 % | 57,8 % | 66,3 % | 66,3 % |

### Erste Bürgermeister seit 1874
| Name                            | von                | bis                |
| ------------------------------- | ------------------ | ------------------ |
| Nikolaus Brantl                 | 1. Oktober 1874    | 31. März 1904      |
| Josef Drexel                    | 1. April 1904      | 31. März 1910      |
| Michael Heilingbrunner          | 1. April 1910      | 14. Juni 1919      |
| Josef Vogl                      | 15. Juni 1919      | 23. März 1925      |
| Josef Ferstl (vertretungsweise) | 24. März 1925      | 31. Mai 1925       |
| Hans Brendel                    | 1. Juni 1925       | 30. April 1935     |
| Rudolf Brunner                  | 1. Mai 1935        | 1. Mai 1945        |
| Simon Tröger (kommissarisch)    | 19. Mai 1942       | 21. September 1943 |
| Hans Rappert (kommissarisch)    | 21. September 1943 | 25. April 1945     |
| Ernst Stockinger                | 25. April 1945     | 3. Juli 1945       |
| Wolfgang Schmidbauer            | 3. Juli 1945       | 31. März 1951      |
| Max Winter (vertretungsweise)   | 1. April 1951      | 15. Juli 1951      |
| Ruprecht Gebhardt               | 16. Juli 1951      | 30. April 1956     |
| Michael Zimmermann (SPD)        | 1. Mai 1956        | 30. April 1984     |
| Leo Hackenspiel (FW)            | 1. Mai 1984        | 30. April 2008     |
| Karin Bucher (FW)               | 1. Mai 2008        | 30. April 2020     |
| Martin Stoiber (CSU)            | 1. Mai 2020        | heute              |

### Wappen
| Wappen der Stadt Cham | Blasonierung: „Unter Schildhaupt mit den bayerischen Rauten, belegt mit zwei schräg gekreuzten silbernen Schwertern mit goldenen Griffen, in Rot zwischen zwei silbernen Zinnentürmen eine Zinnenmauer, die mit einem roten Schild belegt ist, darin ein silberner Kamm.“ |
| Wappen der Stadt Cham | Wappenbegründung: In seiner historischen Entwicklung verbindet das Wappen der Stadt das von Siegeln aus dem 13. und 14. Jahrhundert hergeleitete Wappenbild einer zweitürmigen Burg mit aufgelegtem Schild und dem namensdeutenden Kamm, mit dem 1809 durch König Maximilian I. Joseph für Kriegsverdienste verliehenen oberen Schildteil mit den weiß-blauen Rauten – ein von den Grafen von Bogen (Adelsgeschlecht) ererbtes Wappenbild – mit den zwei gekreuzten Schwertern. Die zwei Zinnentürme und die verbindende Zinnenmauer sind Symbole für den ehemaligen Status der Stadt als Festung mit Mauern. Der namensdeutende Kamm für den Namen der Stadt soll bereits seit dem Mittelalter belegt sein. Seit dem Jahr 1398 gibt es farbige Abbildungen des Wappens, welche den Kamm, silbern oder golden in Rot, jedoch fast immer ohne Burgmauern überliefern. Im 19. Jahrhundert war die Hintergrundfarbe des Schildes überwiegend schwarz statt rot. |

### Städtepartnerschaften
Cham unterhält nachfolgende Städtepartnerschaften:
- Cham ZG, Schweiz (seit 1981)
- Klattau, Tschechien (seit 1993)
- Zele, Belgien (seit 2009)

Zur Gemeinde Alphen-Chaam (Niederlande) bestehen partnerschaftliche Kontakte.
Seit dem Jahr 2000 ist Cham der juristische Sitz des grenzüberschreitenden Aktionskreises Künisches Gebirge e. V.

## Kultur und Sehenswürdigkeiten

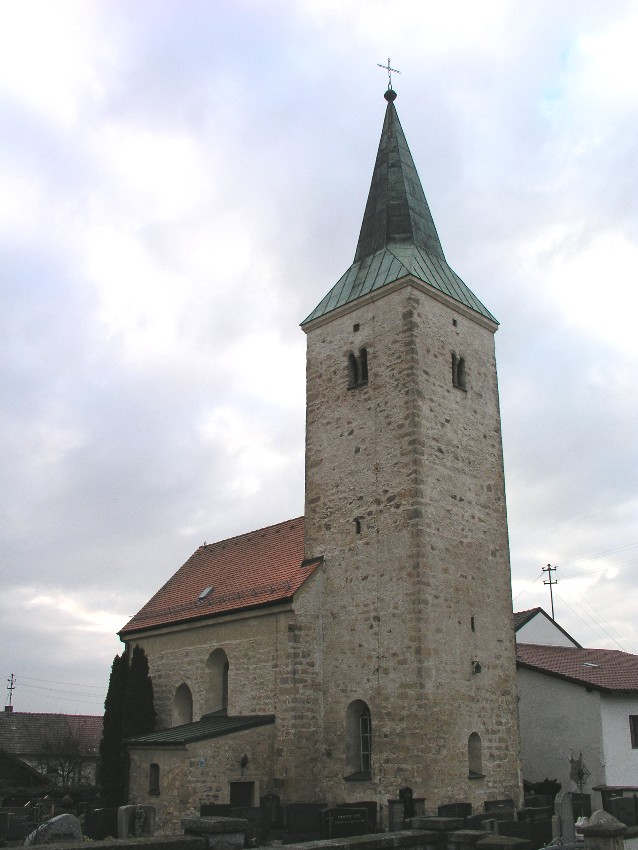
Schlosskapelle auf dem Katzberg
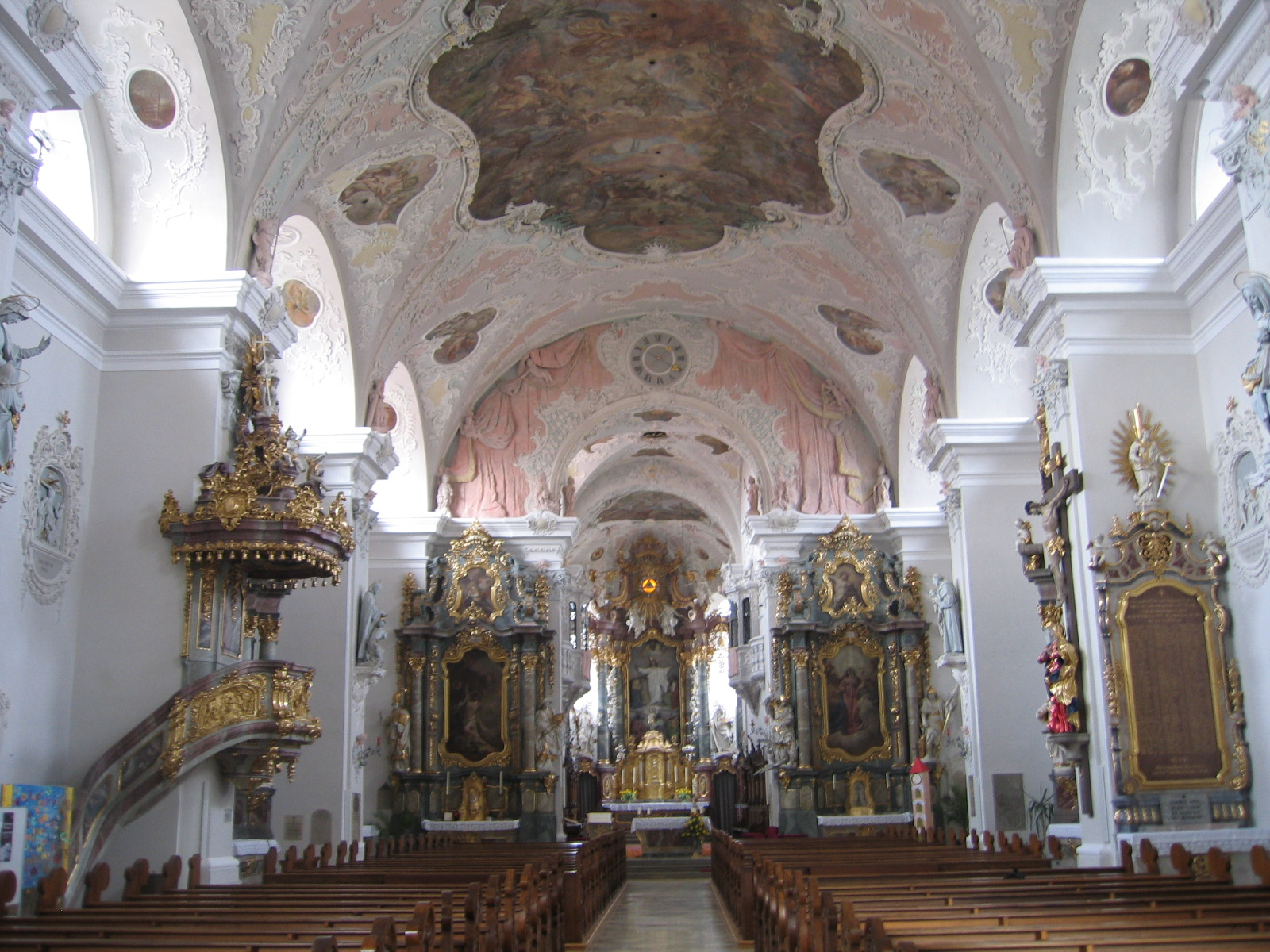
Innenansicht der Pfarrkirche St. Jakob
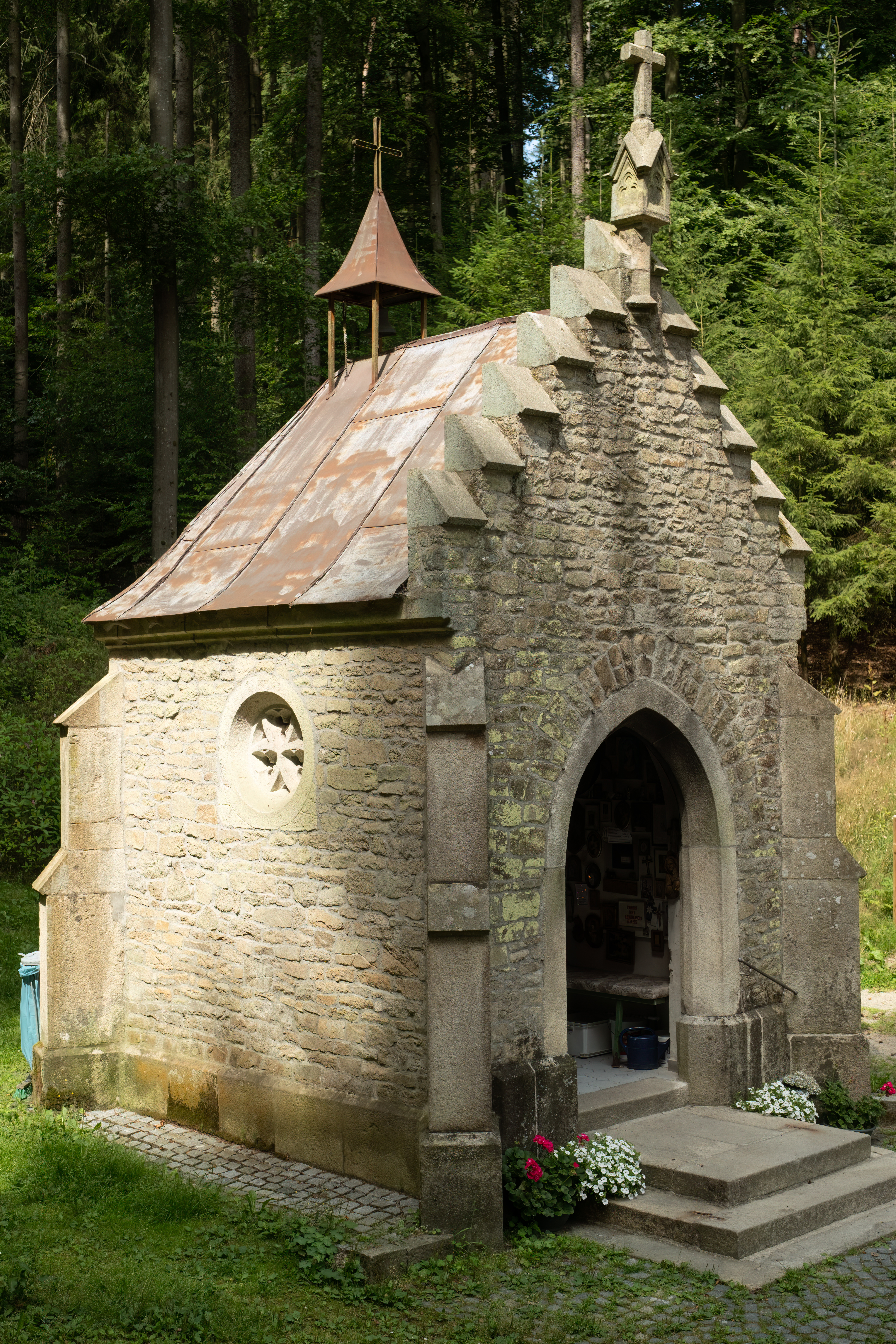
Wallfahrtskapelle Streicherröhren

### Bauwerke und Plätze
- Biertor, 14. Jahrhundert, mit Rundtürmen
- Historisches Rathaus, im 14./15. Jahrhundert errichtet, mehrfach verändert und erweitert. 1875 erhielt es einen neugotischen Erweiterungstrakt gegen Osten. Den Osttrakt mit Erkern und Glockenstuhl und den Westtrakt mit Treppengiebel und Erkern verbindet ein kleiner Baukörper mit Durchfahrt.
- Straubinger Turm, 14. Jahrhundert
- Wachturm der inneren Stadtmauer aus Bruchsteinen, der von der mittelalterlichen Stadtbefestigung erhalten blieb. Auf seinem Satteldach befindet sich ein Storchennest, das alljährlich Nistplatz einer Weißstorch-Kolonie ist.
- Pfarrkirche St. Jakob, im Ursprung 13. Jahrhundert, mehrmals verändert, mit Stuckatur und Fresken um 1750, Ausstattung vorwiegend neubarock
- Schlosskapelle auf dem Katzberg
- Marienmünster im Stadtteil Chammünster
- Wallfahrtskirche St. Walburga auf dem Lamberg bei Chammünster
- Burgruine Chameregg
- Klosterkirche Maria Hilf der Redemptoristen, 1908 als neoromanischer Backsteinbau errichtet
- Franziskanerkirche aus dem 17. Jahrhundert, 1866 verändert
- Spitalkirche Hl. Geist von 1514, mit Rokokoausstattung
- Bürgerspital
- Pfarrkirche St. Josef
- Erlöserkirche
- Wallfahrtskirche Mariä Schnee Schönferchen
- Wallfahrtskapelle Streicherröhren (Sträucherröhren) bei Wulfing
- Grasslturm
- Marktplatz
- Steinmarkt
- Spitalplatz
- Luitpoldturm auf der Luitpoldhöhe im Stadtteil Katzberg

### Bodendenkmäler
- Burgruine Chameregg
- Turmhügel Kammerdorf
- Schloss Katzberg
- Turmhügel Lamberg
- Schloss Püdensdorf
- Burgstall Schwedenschanze (Cham)

### Kunst und Museen

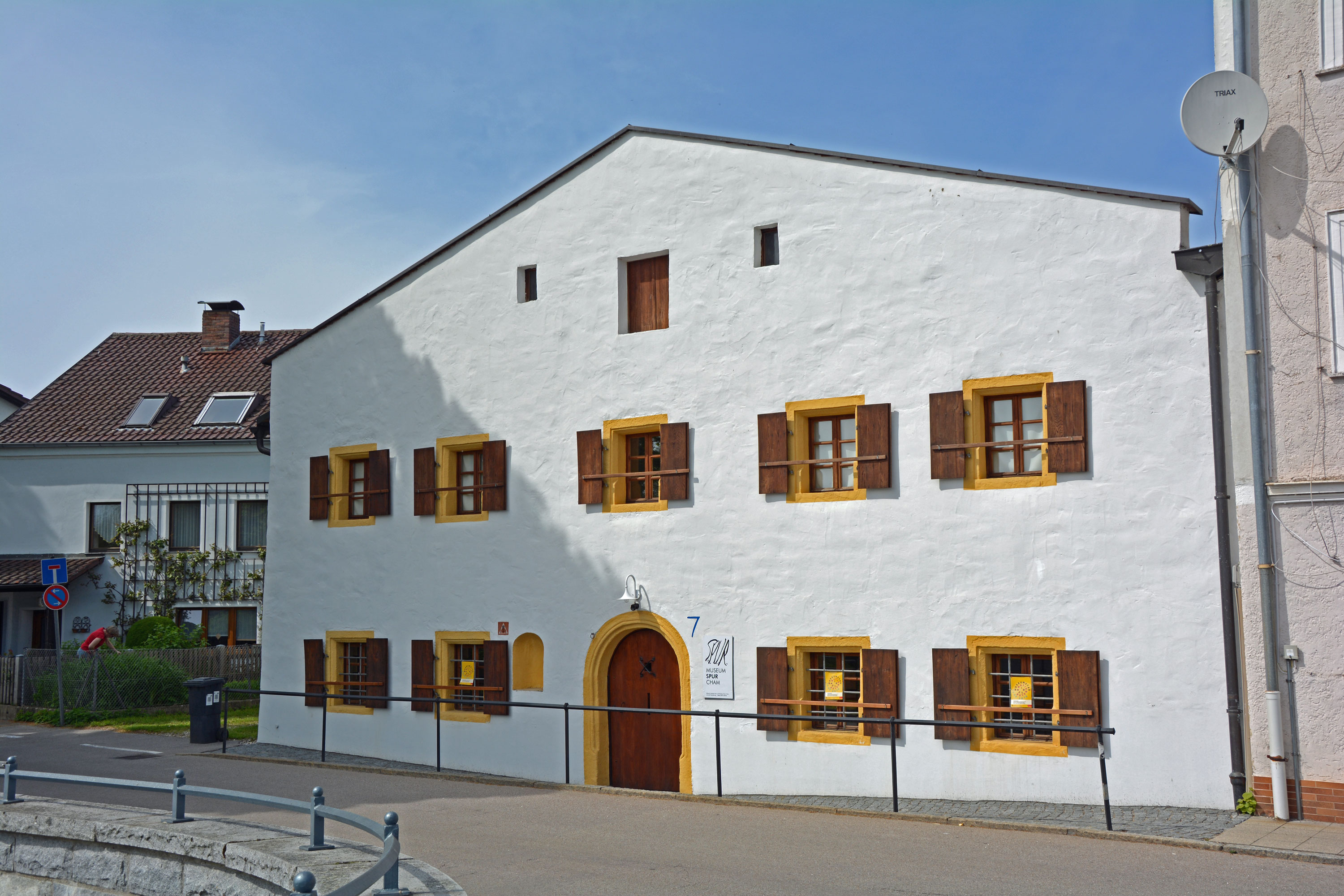
Museum Spur

- Städtische Galerie mit wechselnden Kunstausstellungen und Städtische Heimatgeschichtliche Sammlung mit der Dauerausstellung Vorgeschichte der Stadt Cham und Umgebung im Cordonhaus, einem Renaissancebau des 16. Jahrhunderts
- Privatgalerie Einblicke mit wechselnden Kunstausstellungen regionaler Künstler
- Kunstatelier mit Verkaufs-Ausstellung von Arbeiten der Behindertenwerkstätten Oberpfalz
- Museum Spur, Malerei, Kunst der Gegenwart, Plastiken und Arbeiten auf Papier der Künstlergruppe SPUR (1957–1965) im ehemaligen Armenhaus (ursprünglich 16. Jahrhundert)
- Sakrale Kunst in der St.-Anna-Kapelle im Stadtteil Chammünster
- Kulturhaus Cham (cha13)
- Rundfunkmuseum Cham

### Parkanlagen
Im Zuge der Kleinen Landesgartenschau „Natur in der Stadt Cham“ im Jahr 2001 wurden Grünanlagen der Stadt erneuert und teilweise neu angelegt. Der nur wenige Gehminuten vom Zentrum entfernte Stadtpark beim Redemptoristenkloster bildet die grüne Lunge der Stadt. Südöstlich des Zentrums befindet sich mit der Quadfeldmühle eine große Grünfläche, die auch zum Sport einlädt. Außerdem findet man vor allem am Regenufer in die Natur eingefügte Promenaden.

### Friedhöfe
- Auf dem Jüdischen Friedhof zwischen Cham und Windischbergerdorf erinnern Grabstätten mit Gedenksteinen an vier Opfer des Faschismus. In Cham bestand bis zum Jahr 1938 eine israelitische Kultusgemeinde von Handelsleuten und Geschäftsinhabern.
- Auf dem Städtischen Friedhof erinnert ein Denkmal an KZ-Opfer aus den Außenlagern des KZ Dachau und des KZ Flossenbürg, die vor ihrer Überführung in die dortigen Ehrenfriedhöfe hier begraben waren.[23]

### Sport

#### Handball
Die 1. Herrenmannschaft spielt seit dem Aufstieg in der Saison 2020/2021 in der Bayernliga Süd-Ost, der vierthöchsten deutschen Spielklasse des Handballsports. Die Spiele finden in der Halle des Joseph-von-Fraunhofer-Gymnasiums in Cham statt.

#### Fußball
Die DJK Vilzing spielt in der Regionalliga Bayern, der vierthöchsten Spielklasse in Deutschland. Das Stadion der DJK Vilzing trägt seit dem 23. September 2005 den Namen „Manfred-Zollner-Stadion“.
Der ASV Cham spielt in der Bayernliga, der fünfthöchsten Spielklasse im deutschen Fußball.
Bekanntester Spieler der beiden Vereine ist der in Vilzing geborene Bundesliga-Profi Christoph Janker von Hertha BSC, der in der Jugend für beide Mannschaften antrat.
Des Weiteren hat auch der FC Chammünster eine Fußballabteilung.

#### Schießen
Die Luftpistolenmannschaft der Reichsburgschützen Siechen Altenstadt e. V. schießt im vierten Jahr in der Bayernliga Nord Ost.

#### Eisstock
Die Damenmannschaft des 1. FC Katzbach schießt im zweiten Jahr in der Bundesliga.

### Regelmäßige Veranstaltungen
- Neujahrsempfang der Stadt Cham und des Fernmeldebataillons (FmBtl) 4 im Langhaussaal des Rathauses Cham Anfang Januar
- Frühlingsfest am Volksfestplatz (Messegelände) Cham im Mai
- Feuerstutzenschießen der Vereinigten Schützengesellschaft (VSG) Cham e. V. auf der Schießanlage Cham im Mai
- Altstadtfest am Marktplatz Cham am zweiten Wochenende im Juli
- Volksfest am Volksfestplatz (Messegelände) Cham Ende Juli bzw. Anfang August
- Chamlandschau, die größte Messe der Region, am Volksfestplatz (Messegelände) Cham im September
- Christkindlmarkt am Marktplatz Cham an den ersten drei Adventswochenenden Ende November bzw. im Dezember

### Glockenspiel im Rathausturm
- Am Marktplatz erklingen täglich um 12:05 Uhr vom Rathausturm die Marseillaise, die französische Nationalhymne, die dem Chamer Bürgersohn und späteren Marschall von Frankreich, Nikolaus Graf Luckner (1722–1794), gewidmet ist, und um 17:55 Uhr die Bayernhymne.

## Wirtschaft und Infrastruktur

### Funktion als Oberzentrum
Die Stadt Cham ist zentraler Wirtschaftsstandort der Region Oberer Bayerischer Wald mit der Funktion eines Oberzentrums. In der Kreisstadt sind rund 600 kleine und mittlere Betriebe sowie einige größere Unternehmen ansässig. Über die Region hinaus bekannt sind die Siemens AG, die Zollner Elektronik AG, die Ensinger GmbH, die Müller Präzision GmbH, die Firma Kappenberger + Braun und die Frey Handelsgruppe.

### Bundeswehr
Seit 1959 ist Cham Bundeswehrstandort. In der Nordgaukaserne waren in der Vergangenheit Truppenteile der Jäger- bzw. Panzergrenadierbrigade 11 wie z. B. das Panzergrenadierbataillon 113 untergebracht. Bis Ende des Jahres 2014 war sie Standort des Fernmeldebataillons 4 der Panzerbrigade 12. 2024 ist u. a. der Stab der Panzerbrigade 12 „Oberpfalz“ hier stationiert.

### Verkehr

#### Fernstraßen
In Cham kreuzen sich die drei Bundesstraßen 85 (Amberg–Schwandorf–Passau), 22 (Bayreuth–Weiden–Oberviechtach–Cham) und 20 (Straubing–Furth im Wald). Die nächstgelegenen Autobahnen sind die A 3 bei Straubing (30 km Entfernung) und die A 93 bei Schwandorf (45 km Entfernung).

#### Eisenbahn
Cham liegt an der Bahnstrecke Schwandorf–Furth im Wald. Am Bahnhof Cham (Oberpfalz) zweigen die beiden Nebenstrecken nach Waldmünchen und nach Bad Kötzting ab. Die Hauptstrecke wird von der Regentalbahn unter der Bezeichnung Oberpfalzbahn im Stundentakt, die Nebenstrecken jeweils im Zweistundentakt betrieben.
Täglich verkehren sieben Alex-Zugverbindungen zwischen München und Prag (Stand Januar 2024) sowie zwei von der Deutschen Bahn AG betriebene Regionalexpress-Verbindungen zwischen Nürnberg und Furth im Wald mit Halt in Cham.

#### Bus
Die Stadt Cham verfügt über zwei Stadtbuslinien. Die Stadtbuslinie 1 verkehrt innerhalb der Kernstadt und Janahof, die Linie 2 verbindet die Kernstadt mit weiteren Stadtteilen. Der öffentliche Personennahverkehr (Bahnverkehr, Stadt- und Regionalbuslinien) ist dem Tarifsystem der Verkehrsgemeinschaft Landkreis Cham angeschlossen.

#### Segelflug
Etwa 1,5 Kilometer südlich des Stadtzentrums befindet sich das Segelfluggelände Cham-Janahof.

## Bildung und Wissenschaft
- Grundschule Cham
- Bildungsstätte St. Gunther Cham (Förderzentrum mit Förderschwerpunkt geistige Entwicklung)
- Schule am Regenbogen (Sonderpädagogisches Förderzentrum Cham – Förderschwerpunkt Lernen)
- Johann-Brunner-Mittelschule Cham
- Marienrealschule Cham (früher Maristen-Realschule und Gerhardinger-Realschule Cham)
- Joseph-von-Fraunhofer-Gymnasium Cham
- Robert-Schuman-Gymnasium Cham
- Werner-von-Siemens-Schule – Staatliche Berufsschule Cham
- Fachoberschule (FOS) und Berufsoberschule (BOS) Cham
- Technologie-Campus für Forschung, Entwicklung und Lehre auf dem Gebiet mechatronischer Systeme der Hochschule Deggendorf
- KUNSTbeTRIEB – Kunstschule Cham

### Medien
- Bayerwald-Echo, Auflage: 9.524 (Montag bis Samstag, 2021), Regionalausgabe der in Regensburg erscheinenden Mittelbayerischen Zeitung
- Chamer Zeitung, Auflage: 11.674 (Montag bis Samstag, 2023), Regionalausgabe des Straubinger Tagblattes / Landshuter Zeitung
- Radio Charivari, privater Hörfunksender für die Region Ostbayern, Frequenzen für den Landkreis Cham: 92,7, 95,7, 102,6 und 105,5 MHz
- TVA, steht für TV Aktuell, privater regionaler Fernsehsender für die ostbayerischen Landkreise Regensburg, Straubing-Bogen, Kelheim und Cham

## Persönlichkeiten

### Ehrenbürger
Bis 2021 wurde 49 Männern von der Stadt Cham das Ehrenbürgerrecht verliehen.

### Söhne und Töchter der Stadt

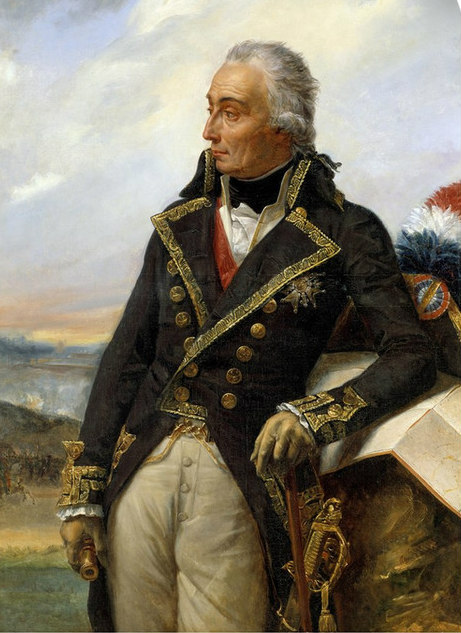
Nikolaus von Luckner

- Anna von Böhmen (1323–1338), Herzogin von Österreich
- Oswald Glait (um 1480–1546), Täufer
- Nikolaus Graf Luckner (1722–1794), Marschall von Frankreich, dem die Marseillaise gewidmet wurde; bunte Luckner-Figuren dienen als Werbeträger für die Chamer Innenstadt
- Johann Nepomuk Ring (1772–1814), Priester
- Johann Evangelist Hierl (1756–1831), Brauer, geboren in Hanzing
- Joseph Rudolf Schuegraf (1790–1861), Historiker und Mundartforscher; in Cham ist eine Straße nach ihm benannt
- Johann Baptist von Pfeilschifter (1792–1874), Publizist, geboren in Höfen
- Otto Kleemann (1822–1902), bayerischer Generalmajor, Direktor der Kriegsakademie und Militärschriftsteller
- Josef Widmann (1833–1899), Bauingenieur
- Franz Xaver von Reber (1834–1919), Kunsthistoriker, Professor und Direktor der Bayerischen Staatsgalerie München
- Josef Witzlsperger (1838–1907), Politiker, Reichstags- und Landtagsabgeordneter (Deutsche Zentrumspartei)
- Hans Eder (1880–1966), Politiker, Reichstags- und Landtagsabgeordneter (Bayerischer Bauernbund, später CSU)
- Georg Achtelstetter (1883–1973), Maler und Schriftsteller
- Ludwig Fürholzer (1883–1937), SA-Funktionär
- Alois Ederer (1893–1959), Schachkomponist
- Karl Reitmeier (1893–1967), Politiker (Bayernpartei)
- Johannes Lenhardt (1899–1966), Weihbischof
- Ludwig Roiger (1901–1961), Politiker (SPD), geboren in Chammünster
- Angelo Kramel (1903–1975), Gewerkschafter und Politiker (CSU)
- Karl Stern (1906–1975), Professor für Neurologie und Psychiatrie, Autor (u. a. seine Autobiographie Die Feuerwolke, Salzburg 1954, original englisch The Pillar of Fire, New York 1951); in Cham ist eine Straße nach ihm benannt
- Karl Bosl (1908–1993), Historiker, Professor für bayerische Landesgeschichte an der Universität in München
- Julie Schmitt (1913–2002), Kunstturnerin und Olympiasiegerin
- Fritz Zängl (1914–1942), geboren im heutigen Stadtteil Katzbach, Skisportler und Unteroffizier
- Adalbert Frey (1922–2006), Unternehmer und Gründer der nach ihm benannten Kaufhauskette
- Reinhard Jira (1929–2021), Chemiker
- Gerhard Frey (1933–2013), Verleger, Gründer und ehemaliger Bundesvorsitzender der rechtsextremen Deutschen Volksunion (DVU), Bruder von Adalbert Frey
- Max Zierl (1934–2018), Oberstudiendirektor a. D., ehemaliger Landesvorsitzender der Bayernpartei (BP)
- Edgar Schiedermeier (* 1936), Politiker
- Gerhard Hösl (* 1939), Jurist, Theologe und Mediator
- Csaba Giczy (* 1945), Kanute
- Günther Lommer (* 1946), Sportfunktionär und Chamer Kommunalpolitiker
- Wolfgang Gedeon (* 1947), Arzt, Buchautor und Politiker
- Klaus Hofbauer (1947–2021), geboren im heutigen Stadtteil Kothmaißling, Politiker, MdB
- Reinhard Höpfl (* 1947), Physiker
- Arnulf Melzer (* 1947), Biologe
- Anton Hunger (* 1948), Schriftsteller
- Alexander Miklosy (1949–2018), LGBTIQ-Aktivist
- Justin Hoffmann (* 1955), Kurator, Leiter des Kunstvereins Wolfsburg
- Josef M. Pfeilschifter (* 1955), geboren in Windischbergerdorf, Mediziner und Hochschullehrer
- Roland Böttcher (* 1955), Prof., deutscher Jurist und Hochschullehrer
- Roland Stauber (* 1963), Biologe
- Robert Skuppin (* 1964), Journalist
- Rene Pfeilschifter (* 1971), Althistoriker
- Sonja Pfeilschifter (* 1971), Sportschützin und siebenfache Weltmeisterin
- Daniel Stieglitz (* 1980), Filmregisseur, Drehbuchautor und Illustrator
- Gerhard Hopp (* 1981), Politiker (CSU)
- Christoph Janker (* 1985), Fußballspieler
- Stefan Riederer (* 1985), Fußballspieler
- Stephan Plecher (* 1990), Jazzmusiker
- Florian Zach (* 1991), Schriftsteller, Philosoph und Dadaist
- Korbinian Burger (* 1995), Fußballspieler
- Leonie Burger (* 1997), Sängerin

### Sonstige
- Alruna von Cham (um 990–1045), katholische Selige

## Sonstiges

### Prähistorischer Fundplatz
- Cham ist ein eponymer Fundort der jungneolithischen Chamer Kultur.

### Schauplatz von Filmproduktionen
- 1959 drehte der Regisseur Bernhard Wicki in Cham den Antikriegsfilm Die Brücke. Drehorte waren die alte Florian-Geyer-Brücke[24] von 1925 über dem Regen, die 1991 abgerissen und 1995 durch eine neue Brücke ersetzt wurde sowie weite Teile der Innenstadt; die Innenaufnahmen der Kaserne und der Kasernenhof zeigen das damalige Gelände des Joseph-von-Fraunhofer-Gymnasiums.
- 2003 wurde in Cham der Thriller Happy End – Jede Geschichte braucht ein Ende von den beiden Chamer Filmemachern Daniel Stieglitz (Regie) und Martin Tischner (Produktion) gedreht. Zum Verdruss von „Heimatguckern“ enthält der Film größtenteils Innenaufnahmen
- De Überbliema oder Ois bleibt besser wurde hier 2015 gedreht.
- 2017 wurde die Drama-Krimiserie Das Verschwinden gedreht.

### Chamer Zahlungsmittel
Im Mittelalter wurde in Cham der sogenannte Chamer Denar geprägt (siehe oben).
Im Jahre 1923 gab Cham lokale Notgeldscheine aus, die auf Werte zwischen 500.000 und 500 Milliarden Mark lauteten. Außerdem gab es vier Wertstufen, die auf Goldmark lauteten. Alle diese Noten wurden wie auch das Kötztinger Notgeld bei der Buch- und Akzidenzdruckerei J[osef] Wein hergestellt.